# Garango
Garango este un oraș din provincia Boulgou, Burkina Faso.